# Des Moines (Waszyngton)
Des Moines – miasto w Stanach Zjednoczonych, w stanie Waszyngton w hrabstwie King. Według spisu z 2000 roku miasto zamieszkuje 29267 osób.

## Geografia
Miasto zajmuje powierzchnię 16,4 km², z czego całość stanowi ląd.

## Demografia
Według spisu z 2000 roku miasto zamieszkuje 29267 osób skupionych w 11337 gospodarstwach domowych, tworzących 7289 rodzin. Gęstość zaludnienia wynosi 4616,5 osoby/km². Miasto zamieszkuje 74,15% stanowią osoby rasy białej, 7,20% Afroamerykanie, 0,96% rdzenni Amerykanie, 4,76% ludność wywodząca się z dwóch lub więcej ras. Hiszpanie lub Latynosi stanowią 6,61%.
W mieście jest 11337 gospodarstw domowych, w których 30,4% stanowią dzieci poniżej 18 roku życia żyjących z rodzicami, 47,1% stanowią małżeństwa, 12,2% stanowią kobiety nie posiadające męża oraz 35,7% stanowią osoby samotne. 27,8% wszystkich gospodarstw domowych składa się z jednej osoby oraz 6,9% żyjących samotnie ma powyżej 65 roku życia. Średnia wielkość gospodarstwa domowego wynosi 2,47 osoby, natomiast rodziny 3,02 osoby.
Przedział wiekowy kształtuje się następująco: 23,8% stanowią osoby poniżej 18 roku życia, 8,3% stanowią osoby pomiędzy 18 a 24 rokiem życia, 31,1% stanowią osoby pomiędzy 25 a 44 rokiem życia, 22,0% stanowią osoby pomiędzy 45 a 64 rokiem życia oraz 14,9% stanowią osoby powyżej 65 roku życia. Średni wiek wynosi 35 lat. Na każde 100 kobiet przypada 93 mężczyzn. Na każde 100 kobiet powyżej 18 roku życia przypada 89,4 mężczyzny.
Średni dochód dla gospodarstwa domowego wynosi 48 971 dolarów, a dla rodziny wynosi 57 003 dolarów. Dochody mężczyzn wynoszą średnio 40 007 dolarów, a kobiet 30 553 dolarów. Średni dochód na osobę w mieście wynosi 24 127 dolarów. Około 5,6% rodzin i 7,6% populacji miasta żyje poniżej minimum socjalnego, z czego 9,6% jest poniżej 18 roku życia i 2,8% powyżej 65 roku życia.